# Radnička akcija u Đuri Đakoviću 6. svibnja 1991.
Radnička akcija u Slavonskom Brodu, u tvornici Specijalnih vozila Đuri Đakoviću koja se zbila 6. svibnja 1991. godine. Povijesni je dan za Slavonski Brod, radnike Đure Đakovića i sindikalni pokret u Hrvatskoj.
6. svibnja 1991. u krug tvornice Specijalnih vozila Đuro Đaković ušli su naoružani vojnici JNA iz bivše brodske vojarne. Namjera je bila preuzeti tenkove, njih 21, čija je izrada bila gotova. Htjeli su ih odvesti na vojni poligon. Radnici su bili svjesni da će ti tenkovi biti upotrijebljeni protiv Hrvatske. Poduzeli su akciju za spriječiti da tenkovi izađu iz tvornice. Oko pet tisuća radnika spontano se okupilo u tvorničkom krugu i svojim tijelima spriječili su odvoženje u obližnju vojarnu JNA. Vojnici su se neobavljena posla vratili u slavonskobrodsku vojarnu JNA.
Zadržani tenkovi poslije su se djelimice našli u hrvatskim postrojbama. Od tih tenkova formirala se cijela satnija 108. hrvatske brigade. Preostali dio tenkova predan je Kuvajtu najesen iste godine, radi ispoštivanja starog ugovora koji je prije rata s Kuvajtom sklopila Jugoslavija, čija je Hrvatska jedna od sljednica. Hrvatska je od Kuvajta zauzvrat dobila granate te potrebne dijelove za potpuno opremiti ostatak tenkova.